# 鹿児島県立大口高等学校
鹿児島県立大口高等学校（かごしまけんりつおおくちこうとうがっこう）は鹿児島県伊佐市大口里にある県立高等学校。2011年（平成23年）度より、姶良東学区と合併し姶良・伊佐学区となる。

## 設置学科
- 普通科

## 沿革
- 1919年（大正8年） - 伊佐郡立伊佐実科女学校設立。
- 1921年（大正10年） - 伊佐実科女学校を鹿児島伊佐高等女学校と改称。
- 1922年（大正11年） - 鹿児島県立大口中学校開校。
- 1923年（大正12年） - 郡制廃止により伊佐高等女学校を県立に移管、鹿児島県立大口高等女学校に改称。
- 1948年（昭和23年） - 学制改革により、大口中学校が鹿児島県大口高等学校第二部に、大口高等女学校が鹿児島県大口高等学校第三部に改称。
- 1949年（昭和24年） - 両校を統合し、鹿児島県大口高等学校となる。
- 1956年（昭和31年） - 鹿児島県立大口高等学校と改称。
- 1996年（平成8年） - 推薦入学者選抜試験を実施。
- 2012年（平成24年） - 創立90周年記念行事挙行。
- 2014年（平成26年） - 進学指導重点支援校（鹿児島県下8校）に指定される。
- 2016年（平成28年） - 北九州予備校特別講義実施（大口高校活性化対策）
- 2017年（平成29年） - 創立95周年。
- 2022年（令和4年）　- 創立100周年。11月26日記念式典を挙行。

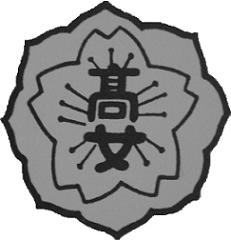
大口高等女学校校章
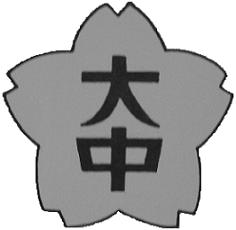
旧制・大口中学校校章

## 校歌
作詞：海音寺潮五郎（直木賞作家、旧・大口市名誉市民）
作曲：古関裕而（作曲家）4番まである。

## 在学生の主な通学地域及び出身中学校
主に伊佐市内（大口中央中、菱刈中）、及び湧水町（栗野中、吉松中）、霧島市（横川中、牧園中）などから通学している。

## 活性化基金
2014年（平成26年）、大口高校の定員割れが続く中、優秀な中学生の市外への流出を防ぐことを目的として、伊佐市により大口高校活性化基金が設置された。基金の5000万円を原資に、東大、京大、九大など旧・帝大と早慶など難関私立大あるいは医歯薬系大学の進学者に100万円、他の国公立大（熊本大学・鹿児島大学など）や同程度の私大進学者に30万円の奨励金を支給する。同基金を使った有名予備校の講師による特別講義も導入し全国でも動向が注目された。
「北薩の雄」普通科進学校として、東京大、大阪市立大、広島大、早稲田大、慶応義塾大、明治大、法政大、立命館大、産業医科大、福岡大薬学部等の合格実績がある。2016年（平成28年）は、九州大学理学部（進学奨励金100万円第1号）。2016年（平成28年）度は12名、2018年（平成30年）度は9名、2021年（令和3年）度は２名、2022年（令和4年）3名、2023年（令和5年）６名に交付された。
2021年（令和3年）2月19日、橋本欣也市長は2021年（令和3年）度を最後に現行の奨励金制度を終了する方針を明らかにした。

## 部活動
- 1992年（平成4年） - 野球部：第34回NHK旗争奪鹿児島県選抜高校野球大会決勝戦において、鹿児島実業を5 - 4で破り初優勝。
- ラグビー部は1960年（昭和35年）度から1975年（昭和50年）度にかけて全国高等学校ラグビーフットボール大会(花園)に9回出場（1960年（昭和35年）、1961年（昭和36年）、1967年（昭和42年）、1969年（昭和44年） - 1973年（昭和48年）、1975年（昭和50年）度）する強豪だったがそれ以降出場がない。最高戦績は1973年（昭和48年）度のベスト8である。また、全国大会5年連続出場（第49回 - 第54回）の記録は、鹿児島実業と最多タイ記録。
- 2013年（平成25年） - 第93回全国高等学校ラグビーフットボール大会鹿児島県予選（準優勝）。
- 2016年（平成28年）・2017年（平成29年）・2020年（令和2年） - 九州高等学校10人制ラグビーフットボール大会出場。
- 2016年（平成28年） - 第5回全国高等学校選抜女子ラグビーフットボール大会（鹿児島女子ラグビーチーム）3名選出。
- 2018年（平成30年） - 第40回鹿児島県高校新人ラグビー競技大会（10人制の部）優勝。
- 2021年（令和3年）　- 第51回九州高等学校新人ソフトテニス競技大会（女子ダブルス）出場。

## その他
- 2013年（平成25年） - 第22回全国高等学校漫画選手権大会（まんが甲子園）に出場。
- 2017年（平成29年） - 田舎力甲子園2017（地域活性化コンテスト）奨励賞受賞。

## 交通
- 南国交通バス - 大口バスセンターから徒歩約7分、大口高校行（直通バス）もある。

## 著名な卒業生
- 久保正大 - 住友重機械工業社長〔旧制中出身〕
- 榎木孝明 - 俳優。
- 春風亭柳之助 - 落語家。
- 井上雄彦 - 漫画家。
- 隈元新 - 元・伊佐市長、元・大口市長。
- 五島久- ふくおかフィナンシャルグループ（FG）社長。
- 三重博一 - 株式会社新潮社取締役。
- 山崎真 - 元・Jリーグサッカー選手（浦和レッドダイヤモンズ）、ラインメール青森ヘッドコーチ。
- 前畑静香 - 元・鹿児島読売テレビアナウンサー。
- 吉永宏二郎 - 日体大、元・ラグビー日本代表キャップ6。
- 二牟礼正博 - 元・鹿児島県議会議員。